# ملعقة ذهبية (مسلسل كوري جنوبي)
ملعقة ذهبية (بالكورية: 금수저)؛ هو مسلسل تلفزيوني كوري جنوبي، بطولة يوك سونغ-جاي ، جونغ تشاي يون ويون-وو و لي جونغ وو. مبني على الويبتون الذي يحمل نفس الاسم، الذي تم نشره في عام 2016. عرض على قناة إم بي سي من 23 سبتمبر إلى 12 نوفمبر 2022، بث كل يومي الجمعة والسبت.

## القصة
لي سيونغ- تشون (يوك سونج جاي)، طفل وُلِد في عائلة فقيرة، يغير مصيره مع صديقه الذي ولد من عائلة ثرية، من خلال ملعقة ذهبية.

## طاقم

### رئيسي
- يوك سونغ-جاي في دور لي سيونغ تشان[9]

طالب يحلم بأن يقلب حياته بملعقة ذهبية.
- جونغ تشاي يون في دور نا جو-هي[10]

ابنة عائلة متكتلة، لديها إحساس بالعدالة.
- ايون وو بدور اوه ايو-جين[11]

تتمتع بمظهر جميل وشخصية جريئة نشأت في أسرة ثرية.
- لي جون ون في دور هوانغ تاي-يونغ[12]

من يتنقل بين حياة الملعقة الذهبية وملعقة الأرض بغض النظر عن إرادته.

### دور داعم

#### الناس حول لي سونغ تشون
- تشوي داي تشول في دور لي تشيول[13]

والد لي سونغ تشون.
- هان تشاي آه في دور جين سيون هي[13]

والدة لي سونغ تشون.
- سيونغ ووو في دور لي سونغ آه

الأخت الكبرى لي سونغ تشيون.

#### الناس حول هوانغ تاي يونغ
- تشوي وون يونغ في دور هوانغ هيون دو[14]

والد هوانغ تاي يونغ.
- سون يو يون في دور سيو يونغ شين[14]

زوجة أب هوانغ تاي يونغ.
- جانغ ريول في دور سيو جون تاي[15]

الابن الأصغر لسيو يونغ شين وزعيم اميوكس، وهو ناد اجتماعي سري.

#### الناس حول نا جو-هي
- سون جونغ هاك في دور نا سانغ غوك[16]

والد نا جو هي ورئيس UBSTV. بصفته صاحب عمل، فإنه يقدر الربح والخسارة. ولكن في المقام الاول، يحب ابنته أكثر من أي شي.

### أخرون
- كيم كانغ مين في دور بارك جانغ جون[17]

انه  نجل رئيس أركان بالجيش، ولديه عادة سيئة في التنمر على لي سونغ تشون.
- سون وو هيون في دور جانغ مون جي[18]

الحارس الشخصي والسائق لهوانغ تاي يونغ.
- كيم اون سو في دور لي دونج كيونج[19]

صديق لي سونغ تشون المقرب .
- جو ديوك هو في دور بارك جاي دون[20]

شخص حيوي ونشط.
- كيم كي دو في دور مصمم رقصات[21]
- نوه سونغ إيون
- سونغ يو-هيون  في دور كيم نا يونغ

## المشاهدات
| الموسم | الموسم | رقم الحلقة | رقم الحلقة | رقم الحلقة | رقم الحلقة | رقم الحلقة | رقم الحلقة | رقم الحلقة | رقم الحلقة | رقم الحلقة | رقم الحلقة | رقم الحلقة | رقم الحلقة | رقم الحلقة | رقم الحلقة | رقم الحلقة | رقم الحلقة | المتوسط |
| الموسم | الموسم | 1          | 2          | 3          | 4          | 5          | 6          | 7          | 8          | 9          | 10         | 11         | 12         | 13         | 14         | 15         | 16         | المتوسط |
| ------ | ------ | ---------- | ---------- | ---------- | ---------- | ---------- | ---------- | ---------- | ---------- | ---------- | ---------- | ---------- | ---------- | ---------- | ---------- | ---------- | ---------- | ------- |
|        | 1      | 958        | 1324       | 970        | 854        | 1068       | 892        | 1041       | 768        | 1329       | 1006       | 1276       | 778        | 1001       | 882        | 861        | 1090       | 1006    |

| رقم    | تاريخ البث     | تقييمات نيلسن كوريا | تقييمات نيلسن كوريا |
| رقم    | تاريخ البث     | على الصعيد الوطني   | سيئول               |
| ------ | -------------- | ------------------- | ------------------- |
| 1      | 23 سبتمبر 2022 | 5.4%                | 5.1%                |
| 2      | 24 سبتمبر 2022 | 7.4%                | 6.9%                |
| 3      | 30 سبتمبر 2022 | 5.5%                | 5.4%                |
| 4      | 1 أكتوبر 2022  | 5.1%                | 4.5%                |
| 5      | 7 أكتوبر 2022  | 5.9%                | 6.0%                |
| 6      | 8 أكتوبر 2022  | 5.3% (7)            | 5.3% (6)            |
| 7      | 14 أكتوبر 2022 | 6.1%                | 6.0%                |
| 8      | 15 أكتوبر 2022 | 4.6%                | 4.1%                |
| 9      | 21 أكتوبر 2022 | 7.8%                | 7.4%                |
| 10     | 22 أكتوبر 2022 | 5.6%                | 5.3%                |
| 11     | 28 أكتوبر 2022 | 7.8%                | 7.6%                |
| 12     | 29 أكتوبر 2022 | 4.7%                | 4.7%%               |
| 13     | 4 نوفمبر 2022  | 5.5%                | 5.4%                |
| 14     | 5 نوفمبر 2022  | 5.1%                | 4.9%                |
| 15     | 11 نوفمبر 2022 | 5.2% (11)           | 5.2% (9)            |
| 16     | 12 نوفمبر 2022 | 6.0% (5)            | 6.0% (4)            |
| المعدل | المعدل         | 5.8%                | 5.6%                |

## الإنتاج

### صناعة
المسلسل من إخراج لي هان جون بجانب سونغ هيون ووك الذي شارك في إخراج مسلسلات مثل براين (2011)، ابي الاسرع يول (2015)، أوه هاي يونغ مجدداً (2016)، الحب الثوري (2017)، الجمال الداخلي (2018)، تحت جناح السرية (2021)، عاطفة الملك (2021). ومن كتابة كيم اون هي ويون اون كيونغ  التان كتبنا العديد من الدراما الرومانسية مثل اغاني الشتاء (2002)، رائحة الصيف (2003)، ملكة الثلج (2006)، سيدتي الجميله (2009). ومن تخطيط قسم الدراما إم بي سي وانتاج من قبل سامهوا نتورك ومنشئ الويب توون إستوديو إن.

### طاقم
تم تأكيد طاقم التمثيل الرئيسي في 17 فبراير 2022.

### الإصدار
في 11 أغسطس 2022 ، نُشرت قناة ام بي سي صورا من القراءة الأولى لسيناريو.
في 16 أغسطس 2022 ، أصدرت قناة ام بي سي ملصق تشويقي مع الإعلان عن تاريخ العرض، من المقرر عرض المسلسل في 23 سبتمبر 2022، سيتم بثه يومي الجمعة والسبت كمتابعة لمسلسل فم كبير.

## روابط خارجية
- الموقع الرسمي
 باللغة الكورية
- ملعقة ذهبية على موقع IMDb (الإنجليزية)
- ملعقة ذهبية على موقع قاعدة بيانات الفيلم (الإنجليزية)
- ملعقة ذهبية على هانسينما